# Россум, Эмми
Эммануэ́ль Грей Ро́ссум (англ. Emmanuelle Grey Rossum; 12 сентября 1986, Нью-Йорк, США) — американская актриса и певица, наиболее известная по участию в фильмах «Таинственная река», «Призрак Оперы», «Послезавтра» и «Посейдон», а также по роли Фионы Галлагер в телесериале «Бесстыжие».

## Биография

### Ранние годы
Эмми Россум родилась в Нью-Йорке и была единственным ребёнком Шерил Россум, матери-одиночки, которая работала корпоративным фотографом и инвестиционным банкиром. Имя девочки — это женский вариант имени её прадеда, Эммануила Львовича Розумовского, эмигрировавшего в Америку из Елисаветграда, в честь которого её и назвали. Она племянница Веры Вонг, которая была замужем за дядей Эмми, Артуром Беккером. Её мать — еврейка, а отец — протестант английского и голландского происхождения. Родители Россум развелись ещё до её рождения. Она воспитывалась матерью, отца же за всю свою жизнь видела лишь дважды, и считает себя еврейкой.
Россум в течение года посещала «частную школу Клары Спэнс» в Манхэттене, после чего бросила учёбу ради карьеры. Тем не менее, она получила свой аттестат зрелости в 15 лет, пройдя интернет-курсы повышения квалификации, предлагаемые образовательной программой Education Program for Gifted Youth Стэнфордского университета для одаренных школьников и студентов. В том же году она была зачислена в Колумбийский университет.
В возрасте 7 лет Россум исполнила Happy Birthday to You во всех 12 тонах, после чего её приняли в детский хор Метрополитен-оперы под руководством Елены Дориа. В течение последующих пяти лет она пела на сцене с хором и выступала с такими великими оперными исполнителями, как Пласидо Доминго, Лучано Паваротти и Денис Грейвз. Россум пела на 6 различных языках в 20 оперных постановках, в том числе в таких, как Богема, Турандот, Сон в летнюю ночь и Фауст (презентация Карнеги-Холла), при этом гонорар за эти выступления зачастую не превышал 10 долларов. Она также работала под руководством Франко Дзеффирелли в Кармен. Эмми пошутила в интервью, что её вокальный талант и склонность к музыке проснулись благодаря тому, что её мама во время беременности слушала классическую музыку и оперы.
К 12 годам девочка выросла из детских ролей Метрополитен-оперы. Все возрастающий интерес к творчеству побудил её брать уроки актёрского мастерства у Фло Салант Гринберг из консерватории «The New Actors Workshop» в Нью-Йорке. Также Эмми обзавелась агентом и начала принимать участие в прослушиваниях на многие роли.

### Актёрская карьера
Телевизионный дебют Россум состоялся в 1997 году, когда она появилась в телесериале «Закон и порядок» в качестве приглашенной актрисы, исполнившей роль Элисон Мартин. В 1999 году она сыграла Эбигейл Уильямс, роль второго плана в мыльной опере «Как вращается мир». Она также сыграла Кэролайн Билс в телесериале «Ищейки». В 1999 году Россум была номинирована на премию «Молодой актёр» за блестящую актёрскую игру в телевизионном фильме «Гений», которую считает лучшей в своей актёрской карьере. Эмми — поклонница Одри Хепбёрн, поэтому неудивительно, что следующей её ролью стала роль молодой Одри в телефильме американской телерадиокомпании ABC «История Одри Хепбёрн» (2000).
В 2000 году Россум дебютировала в большом кино в роли Делейдис Слокамб, сироты из индейского племени Аппалачи, в киноленте «Ловец песен». Этот фильм, открывший кинофестиваль «Сандэнс», был удостоен Специального приза жюри за выдающуюся игру актёров. За свою роль Россум получила кинопремию «Независимый дух» в номинации «Лучшая дебютная роль», а композиция, записанная в дуэте с Долли Партон, вошла в официальный саундтрек к фильму «Ловец песен». В 2000 году Журнал Variety внес Эмми в список «Десять актеров и актрис, обязательных к просмотру».
В фильме «Нола» Россум сыграла роль девушки, мечтавшей стать песенником. В своей первой серьёзной студийной работе, фильме Клинта Иствуда «Таинственная река», она снялась в роли Кэти Маркум, дочери владельца малого предприятия Джимми Маркума, которого играет Шон Пенн. Главная задача Эмми, вживающейся в роль Кэти, состояла в создании «атмосферы невинности, которая сделала и без того трагическую смерть персонажа запоминающейся и душераздирающей».
После, Россум получила роль-прорыв в фильме «Послезавтра» Роланда Эммериха, посвященном экологической катастрофе. Позже она вернулась в Нью-Йорк, где была последней на прослушивании на желанную роль Кристины Даэ в экранной адаптации «Призрак Оперы» композитора Эндрю Ллойда Уэббера. В рамках международной программы по розыску талантов, хотя и прибыв на прослушивание благодаря участию семьи в самый последний момент, Россум получила предложение пройти персональное прослушивание в доме Уэббера в Нью-Йорке.
На прослушиваниях «Призрака Оперы» апартаменты Эндрю Ллойда Уэббера были сногсшибательными. Я вошла и стала петь под аккомпанемент. Эндрю зашел как раз в тот момент, когда мы готовились к прослушиванию. Он не поздоровался, не представился, просто сел напротив меня и сказал: «Начнем?» - я тоже не стала представляться, кивнула аккомпаниатору и спела самый большой номер из шоу. После чего он встал и сказал: «Это было великолепно. Меня зовут Эндрю».
До съёмок в одноимённом фильме актриса ни разу не смотрела сценическую версию мюзикла. Но это не помешало ей получить номинацию на престижную премию Золотой глобус в номинации «Лучшая женская роль в комедии или мюзикле». Она самая молодая актриса, когда-либо номинировавшаяся на эту премию. Наряду с премией «Сатурн» и несколькими другими наградами она также получила премию «Ассоциации кинокритиков СМИ» в номинации «Лучшая молодая актриса».
В 2006 году Россум появилась в фильме «Посейдон» — высокобюджетном ремейке фильма-катастрофы Приключение «Посейдона», поставленном Вольфгангом Петерсеном. Она сыграла 19-летнюю Дженнифер Рэмси, дочь персонажа Курта Рассела, Роберта Рэмси, активную и стойкую девушку, которая явно не подпадает под определение дева в беде.
В 2006 году Россум успела сыграть и Джульетту Капулетти в постановке театрального фестиваля Уильямстаун по всемирному известному произведению Уильяма Шекспира. В начале 2009 года Россум снялась в киноадаптации японской манги «Драконий жемчуг: Эволюция». Со слов самой актрисы, эта роль была самой трудной из всех, которые ей когда-либо приходилось играть.
Её следующая роль на экране — роль в фильме «Вызов», который стал выбором жюри кинофестиваля «Сандэнс» в ноябре 2009 года. Россум также приняла участие в так называемых 24-часовых пьесах Бродвейского театра, в которых актёры, писатели и режиссёры объединились для создания и постановки шести пьес продолжительностью в один акт каждая. Они играли без перерыва в течение 24 часов в рамках партнёрского соглашения по городскому искусству. Россум появилась в спектакле Уоррена Лейта «Хлеб насущный», режиссёром которого выступила Люси Тибергхен.
В декабре 2009 года Эмми вошла в актёрский состав пилотной серии сериала «Бесстыжие» американского кабельного канала Showtime наряду с такими звездами, как Уильям Х. Мэйси, Джоан Кьюсак и Джастин Чатвин. Летом 2011 года Россум снялась в фильме DJ Карузо «Внутри», распространяемом через сервисы социальных сетей (т. н. социальный фильм). При финансовой поддержке Intel и Toshiba фильм был показан в нескольких сегментах, таких, как Facebook, YouTube и Twitter.

### Музыкальная карьера
После премьеры фильма «Призрак Оперы» Эмми получила несколько предложений записать альбом классической музыки, от которых отказалась ввиду своей склонности к мейнстриму, и, в конце концов, решила записать альбом современной популярной музыки. «На создание этого альбома меня вдохновили композиции, которые крутят ежедневно на радио. Их просто невозможно слушать», — жаловалась девушка в одном из интервью. «В них так мало эмоционального откровения». Звучание и стиль своей музыки Эмми охарактеризовала так: «Это поп-музыка, но не бабблгам-поп в духе Бритни Спирс. Я хочу, чтобы мои композиции звучали в духе песен Дэвида Грэя или Энни Леннокс. Ради этого я проводила по 12 часов в сутки в студии». Со слов Россум, её вдохновляют Долли Партон, Мадонна, Шер и Барбра Стрейзанд.
Её первый дебютный альбом Inside Out был спродюсирован Стюартом Броли. Альбом был выпущен 23 октября 2007 года и достиг 199 позиции в чартах США. В целях продвижения альбома компания Geffen Records включила композицию «Slow Me Down» в состав второго тома сборника «Girl Next» от лейбла Hollywood Records, который был выпущен 10 июля 2007 года. В том же году Эмми стала артистом месяца по итогам голосования слушателей на Yahoo!, а также одержала победу на MSN. В декабре 2007 года юная певица выпустила мини-альбом Carol of the Bells, включающий в себя три рождественских песни.
В том же году она исполнила национальный гимн на трассе Infineon во время проведения чемпионата по гонкам Toyota / Save Mart 350 NASCAR Nextel Cup Series и выступила в программе Пэрис Хилтон представляет в театре Эл Рэй в Голливуде. 27 октября 2007 года Эмми вновь пела национальный гимн, на этот раз на первой домашней игре Нью-Джерси Девилз сезона 2007-08, которая одновременно стала и первой игрой команды в недавно построенном Пруденшал-центре. Россум также пела на Голливудском Рождественском празднике в районе Лос-Анджелес-Grove и на церемонии освещения Рождественской ёлки в Атланте, штат Джорджия.
Свой голос девушка описывает как лирическое сопрано, хотя и признает, что он всё ещё формируется.
Летом 2008 года Эмма объявила, что приступила к записи своего второго студийного альбома. Летом 2009 года она присоединилась к Counting Crows, Augustana и Michael Franti & Spearhead в качестве «специально приглашенного гостя» для избранных выступлений в их турне «Traveling Circus and Medicine Show». В 2010 году Россум вместе с Алексом Бэндом и Шанталь Кревьязук спела песню под названием «Cruel One» для дебютного сольного альбома Алекса We’ve All Been There. Песня доступна в расширенной версии альбома под названием «We’ve All Been There (Deluxe Version)». Россум продолжает тренировать свой голос в студии звукозаписи ZajacStudio, Inc, основанной сопрано Джоаном С. Заяцом (англ. Joann C. Zajac).

### Благотворительная деятельность
Россум является послом организации YouthAIDS. Также она является послом «PiNKiTUDE» — кампании, целью которой является повышение осведомленности женщин о раке молочной железы. Кроме того, Эмми — защитник окружающей среды. Она появилась в нескольких социальных рекламах, инициатором которых был фонд Совета по охране природных ресурсов (сокр. NRDC). Она также сотрудничает с американским подразделением «Global Green», собирая деньги на охрану окружающей среды и решение проблем экологической безопасности. 26 мая 2009 Эмми Россум приняла участие в шествии протестующих, несогласных с решением Калифорнийского Верховного Суда запретить однополые браки согласно предложению 8 в Западном Голливуде.

## Личная жизнь
Россум больна целиакией, аутоиммунным заболеванием, при котором организм не переносит любые продукты, содержащие глютен или пшеницу. Это выяснилось в одном из выпусков MTV News, посвященном её 22-летию: она не смогла съесть перед камерой кекс, прожевав лишь покрывающую кекс сверху глазурь.
В течение полутора лет Россум была замужем за музыкальным продюсером Джастином Сигелом, прежде чем он подал на развод 25 сентября 2009 года. После участия в гастролях рок-группы Counting Crows в летний период 2009 года Эмми начала встречаться с фронтменом группы Адамом Дьюрицом. Пара рассталась в сентябре 2010 года. В августе 2015 года стало известно, что она обручена с американским режиссёром и сценаристом Сэмом Эсмейлом, с которым до этого встречалась два года. 28 мая 2017 года Россум и Эсмейл поженились. 24 мая 2021 года у супругов родилась дочь. 5 апреля 2023 года у супругов родился сын.

## Фильмография
| Год       |     | Русское название            | Оригинальное название       | Роль                      |
| --------- | --- | --------------------------- | --------------------------- | ------------------------- |
| 1997      | с   | Закон и порядок             | Law & Order                 | Элисон Мартин             |
| 1998      | с   | Как вращается мир           | As The World Turns          | Эбигейл Уильямс           |
| 1998      | тф  | Только любовь               | Only Love                   | Лили                      |
| 1998      | с   | Их собственная воля         | A Will of Their Own         | Сара в 10 лет             |
| 1998      | тф  | Грейс и Глори               | Grace & Glorie              | Луанн                     |
| 1999      | тф  | Гений                       | Genius                      | Клэр Эддисон              |
| 1999      | с   | Ищейки                      | Snoops                      | Кэролайн Билс             |
| 2000      | ф   | Ловец песен                 | Songcatcher                 | Делейдис Слокамб          |
| 2000      | ф   | От судьбы не уйдешь         | It Had to Be You            | молодая девушка           |
| 2000      | тф  | История Одри Хепбёрн        | The Audrey Hepburn Story    | юная Одри Хепбёрн         |
| 2001      | ф   | Американская рапсодия       | An American Rhapsody        | Шейла в 15 лет            |
| 2001      | ф   | Рок возмездия               | Happy Now                   | Дженни Томас / Ники Трент |
| 2001      | с   | Практика                    | The Practice                | Эллисон Элисон            |
| 2002      | ф   | Апассионата                 | Passionada                  | Вики Амонт                |
| 2003      | ф   | Нола                        | Nola                        | Нола                      |
| 2003      | ф   | Таинственная река           | Mystic River                | Кэти Маркум               |
| 2004      | ф   | Послезавтра                 | The Day After Tomorrow      | Лора Чапман               |
| 2004      | ф   | Призрак Оперы               | The Phantom of the Opera    | Кристина Даэ              |
| 2006      | ф   | Посейдон                    | Poseidon                    | Дженнифер Рамси           |
| 2009      | ф   | Драконий жемчуг: Эволюция   | Dragonball Evolution        | Булма                     |
| 2009      | ф   | Вызов                       | Dare                        | Алекса Уокер              |
| 2011      | ф   | Внутри                      | Inside                      | Кристина Перассо          |
| 2011—2019 | с   | Бесстыжие                   | Shameless                   | Фиона Галлагер            |
| 2013      | ф   | Прекрасные создания         | Beautiful Creatures         | Ридли Дюкейн              |
| 2014      | ф   | Пока я не исчезну           | Before I Disappear          | Мэгги                     |
| 2014      | ф   | Комета                      | Comet                       | Кимберли                  |
| 2014      | ф   | Ты — не ты                  | You’re Not You              | Бек                       |
| 2018      | ф   | Глупый и бессмысленный жест | A Futile and Stupid Gesture | Кэтрин Уокер              |
| 2018      | кор | —                           | That’s Harassment           | журналист                 |
| 2019      | ф   | Снегоуборщик                | Cold Pursuit                | Ким Дэш                   |
| 2019      | с   | Мистер Робот                | Mr. Robot                   | поющая псалмы             |
| 2021      | с   | Бесстыжие: Зал позора       | Shameless Hall of Shame     | Фиона Галлагер            |
| 2022      | мс  | Анджелин                    | Angelyne                    | Анджелин                  |
| 2023      | с   | Переполненная комната       | The Crowded Room            | Кэнди Салливан            |

## Дискография

### Альбомы
| Год  | Детали                                                                            | Высшее место в чарте | Примечания |
| Год  | Детали                                                                            | US                   | Примечания |
| ---- | --------------------------------------------------------------------------------- | -------------------- | --- |
| 2007 | Inside Out - Выпущен: 23 Октября 2007 - Лейбл: Geffen (B0010157-02) - Форматы: CD | 199                  | - U.S. Billboard Top New Age Albums — 2 - U.S. Billboard Top Heatseekers — 3 - U.S. Billboard Top Digital Albums — 15 - В США продано 28 090 копий. |

### Мини-альбомы
| Год  | Детали                                                                                    | Примечания     |
| ---- | ----------------------------------------------------------------------------------------- | -------------- |
| 2007 | Carol of the Bells - Выпущен: 27 November 2007 - Лейбл: Geffen (B000YAX4FY) - Форматы: CD | Рождественский |

### Синглы
| Год  | Сингл          | Примечания                       |
| ---- | -------------- | -------------------------------- |
| 2007 | «Slow Me Down» | Hot Canadian Digital Singles #37 |

### Видеоклипы
| Год  | Название           | Режиссёр      |
| ---- | ------------------ | ------------- |
| 2007 | «Slow Me Down»     | Томас Клосс   |
| 2007 | «The Great Divide» |               |
| 2007 | «Inside Out»       |               |
| 2007 | «Stay»             |               |
| 2007 | «Falling»          | Адам Мортимер |

## Награды и номинации
| Награда          | Год  | Категория                                                | Название работы | Результат |
| ---------------- | ---- | -------------------------------------------------------- | --------------- | --------- |
| Независимый дух  | 2001 | Лучшая дебютная роль                                     | Ловец песен     | Номинация |
| Золотой глобус   | 2005 | Лучшая женская роль в комедийном фильме или мюзикле      | Призрак Оперы   | Номинация |
| Сатурн           | 2005 | Лучший молодой актёр или актриса                         | Призрак Оперы   | Победа    |
| Спутник          | 2005 | Лучшая женская роль в комедийном фильме или мюзикле      | Призрак Оперы   | Номинация |
| Спутник          | 2015 | Лучшая женская роль в комедийном телесериале или мюзикле | Бесстыжие       | Номинация |
| MTV Movie Awards | 2005 | Лучший прорыв года                                       | Послезавтра     | Номинация |